# Tepeyóllotl

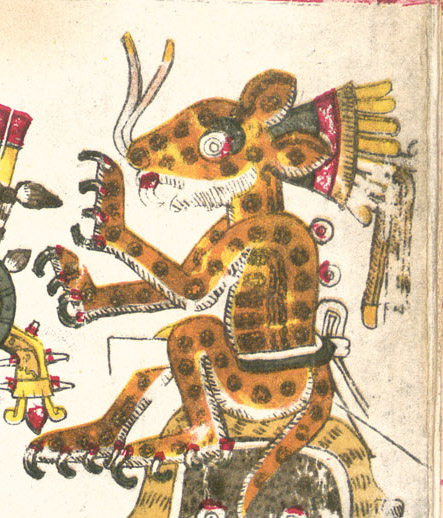
Tepeyóllotl descrito en el Códice Borgia.

Tepeyóllotl (del náhuatl: Tepeyollotl ‘corazón del monte’‘tepetl, monte, montaña, cerro; yollotl, corazón’) en la cultura mexica, es el dios de las montañas, de los ecos y de los temblores también el patrono de los jaguares.

## El nombre y significado
Tepeyóllotl es considerado el dios en forma de jaguar que corresponde a una de las manifestaciones del dios Tezcatlipoca, conclusión a la que se ha llegado a causa de su representación física, ya que  lleva consigo el espejo humeante y el anauatl o pectoral característicos de la imagen de Tezcatlipoca. También se le conoce como el dios de los terremotos y perturbaciones sísmicas de acuerdo al intérprete del Códice Telleriano-Remensis, cuyo nombre se desconoce.
Él afirma que su nombre original era Tepeolotlec, refiriéndose a “la condición de la tierra después de la inundación” y su nombre significaba “sacrificios de tierra” y “dios de las bestias”. En cuanto al significado más conocido de su nombre como “Corazón de la Montaña”  se hace una alegoría al sonido que hay en la tierra "... el Corazón de la Montaña, que es el eco o reverberación de la voz que retumba en la montaña" 

## Representación física
De acuerdo a descubrimientos arqueológicos, pictográficos y escritos se dice que Tepeyóllotl es una representación de una personalidad alterna del dios Tezcatlipoca, ya que se han encontrado ciertos elementos físicos en Tepeyollotl que son característicos de Tezcatlipoca. Haciendo énfasis en que su elemento más característico es el uso de una piel de jaguar, animal predilecto de Tezcatlipoca.

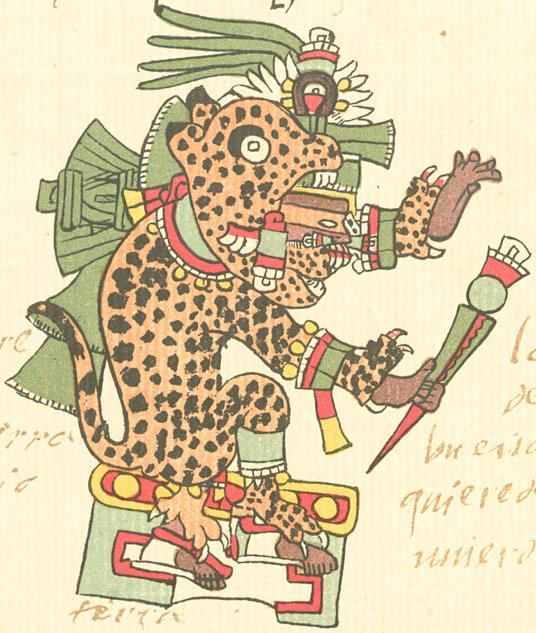
Representación de Tepeyóllotl.

Los elementos que componen la imagen de Tepeyóllotl son:
1. Atavíos de jaguar
2. Vendas horizontales sobre el rostro
3. Pintura facial bicolor vertical
4. Barba
5. Nariguera de turquesa
6. Botón o varilla en la nariz
6. Venda en la frente
7. Espejo en la sien
8. Tocado de plumas de garza
9. Tocado de plumas amarillas
10. Tocado de plumas de Quetzal
11. Mechón colgante
12. Orejera redonda
13. Collar con cascabeles
14. Espejo como pectoral
15. Taparrabo
16. Cuchillos alrededor del cuerpo
17.Presencia de ojos estrellas sobre la cabeza
18. Presencia de conchas
19.Punzones de agave o de hueso

## Tepeyóllotl y "el eco"
Un elemento importante de Tepeyóllotl mencionado por el autor Guilhem Olivier citando tanto al Codex Telleriano-Remensis y el Códice Vaticano-Latino es el significado e interpretación que se le ha dado a “el eco” con el que lo definen en diversos textos: “En el Codex Telleriano-Remensis: "Este Tepeolotle es lo mismo que el retumbo de la voz cuando retumba en vd valle de vd cerro al otro"  y en el Códice Vaticano-Latino 3738 “... el Corazón de la Montaña, que es el eco o reverberación de la voz que retumba en la montaña". Guilhem Olivier hace un análisis sobre las consecuencias que traía consigo el escuchar el fenómeno sonoro, ya que los habitantes que lo escuchaban se referían al rugido del jaguar como algo aterrorizante que para aquellos que lo escuchaban era una señal de mala fortuna que antecedía a la muerte, la miseria y la enfermedad. El análisis realizado por Olivier lo confirmó el intérprete del Códice Vaticano-Latino 3738, quien afirmó que “...el jaguar es animal muy terrible y así lo tenían por mal pronóstico y el peor de todos, los ecos de la voz porque dicen que esto significa el signo". 

## Mito
El Tezcatlipoca Negro gobierna sobre el primer mundo, el sol de la tierra, poblado por una raza de gigantes. Tan poderosos son estos gigantes que arrancan los árboles simplemente con las manos. Blandiendo un bastón, Quetzalcóatl arroja a Tezcatlipoca a las profundidades del mar. Elevándose desde el fondo del océano, éste se convierte en un enorme jaguar, que aún hoy puede ser visto transformado en la constelación de la Osa Mayor. A su regreso, la raza de los gigantes es completamente devorada por los fieros jaguares. Quetzalcóatl rige la creación siguiente, el sol de viento. Este mundo es destruido por Tezcatlipoca, que vence a Quetzalcóatl derribándolo. A consecuencia de ello, Quetzalcóatl y su pueblo son arrastrados por fuertes vientos lejos de México.

## El significado del Jaguar
Los antiguos mayas relacionan al jaguar con “el sol nocturno”, el cual nos remonta al mito de la caída de Tezcatlipoca, que después de entrar al agua emerge en forma de jaguar. De igual forma la piel del jaguar tenía un significado importante para los indígenas ya que ésta se asemejaba al cielo estrellado;  “los mayas yucatecos, usan una misma palabra ek para nombrar a las estrellas y a las manchas del pelaje del jaguar. A veces nombran al felino ekel mientras los totonacas lo llaman stáku-nisin, es decir "estrella jaguar" 
Se conocen diferentes connotaciones que se le han dado a Tepeyóllotl de acuerdo a la cultura y el lugar del que se hable, por ejemplo: en el estado de Chiapas Tepeyóllotl es “Uotan” que significa “Corazón” y que se relaciona con el sonido del retumbar de la tierra durante los terremotos. En Chalcatzingo los jaguares son representados acompañados de plantas, en especial en la cultura Olmeca, haciendo alusión a la tierra y la relación que existe entre ésta y el jaguar.
También es común escuchar que Tepeyóllotl era asociado con el sol nocturno, es decir con la puesta de sol. Según creencias indígenas el jaguar era considerado como el animal más audaz y aquel que se desplazaba durante la noche y en cuanto al sol nocturno se interpreta el cambio de día a noche como un fin de ciclo, que en este caso se refiere a la caída de Tezcatlipoca.

## Relación con otros dioses
Hay otros dioses con los que se han identificado semejanzas como: Tezcatlipoca Rojo, Quetzalcóatl e incluso con el dios de la lluvia Tláloc, la relación que se ha hecho con Tláloc es a causa de los ornamentos que tienen en común por ejemplo: las orejeras redondas, la venda en la frente, el taparrabo, en algunos casos la capa y principalmente el tocado de plumas que se caracteriza por ser de un nivel elevado de detalle y elaboración muy similar al de Tláloc. En cuanto a Quetzalcóatl se pueden encontrar semejanzas en elementos como: el taparrabo, las orejeras y el pectoral en forma de concha. Una característica importante de Tepeyóllotl es que, a diferencia de otros dioses, a él no se le atribuyó un lugar de residencia específico, ya que su ubicación podía ir desde el cielo de la noche hasta las profundidades de la tierra.